# Levent Erköse
Levent Erköse (* 4. September 1959 in Trabzon) ist ein ehemaliger türkischer Fußballspieler.

## Karriere
Erköse begann seine Karriere in der Saison 1978/79 bei Trabzonspor. In seiner ersten Saison kam er in der Liga zu zwei Partien und wurde am Ende der Saison türkischer Meister. Der Stürmer war bis zur Spielzeit 1982/83 Ergänzungsspieler. In dieser Saison spielte Erköse 29 Ligaspiele und erzielte 12 Tore. In der nachfolgenden Saison gewann er mit Trabzonspor seine vierte und letzte Meisterschaft. 
Im Pokalfinale der Saison 1983/84 wurde Erköse zum Matchwinner. Sein Cheftrainer Ahmet Suat Özyazıcı wechselte ihn in der 72. Spielminute für Bahaddin Güneş ein und Erköse traf in der Verlängerung zweimal das Tor. Dadurch gewann Trabzonspor mit 2:0 gegen Beşiktaş Istanbul.
Zur Saison 1984/85 wechselte Levent Erköse zu Galatasaray Istanbul. Für die Gelb-Roten spielte er 16 Ligaspiele und machte drei Tore. Hier gewann er ein weiteres Mal den türkischen Pokal. Nach bereits einer Saison verließ der Stürmer Galatasaray und wurde Spieler von Diyarbakırspor. Mit Diyarbakırspor wurde er Zweitligameister und stieg in die 1. Liga auf. Der Aufsteiger blieb nur eine Saison in der 1. Liga und stieg als Tabellenletzter ab.
Erköse spielte von 1988 bis zu seinem Karriereende 1993 für İskenderunspor.

## Erfolge
Trabzonspor
- Türkischer Meister: 1979, 1980, 1981, 1984
- Türkischer Fußballpokal: 1984

Galatasaray Istanbul
- Türkischer Fußballpokal: 1985

Diyarbakırspor
- Zweitligameister: 1986